# Fuorcla Radönt

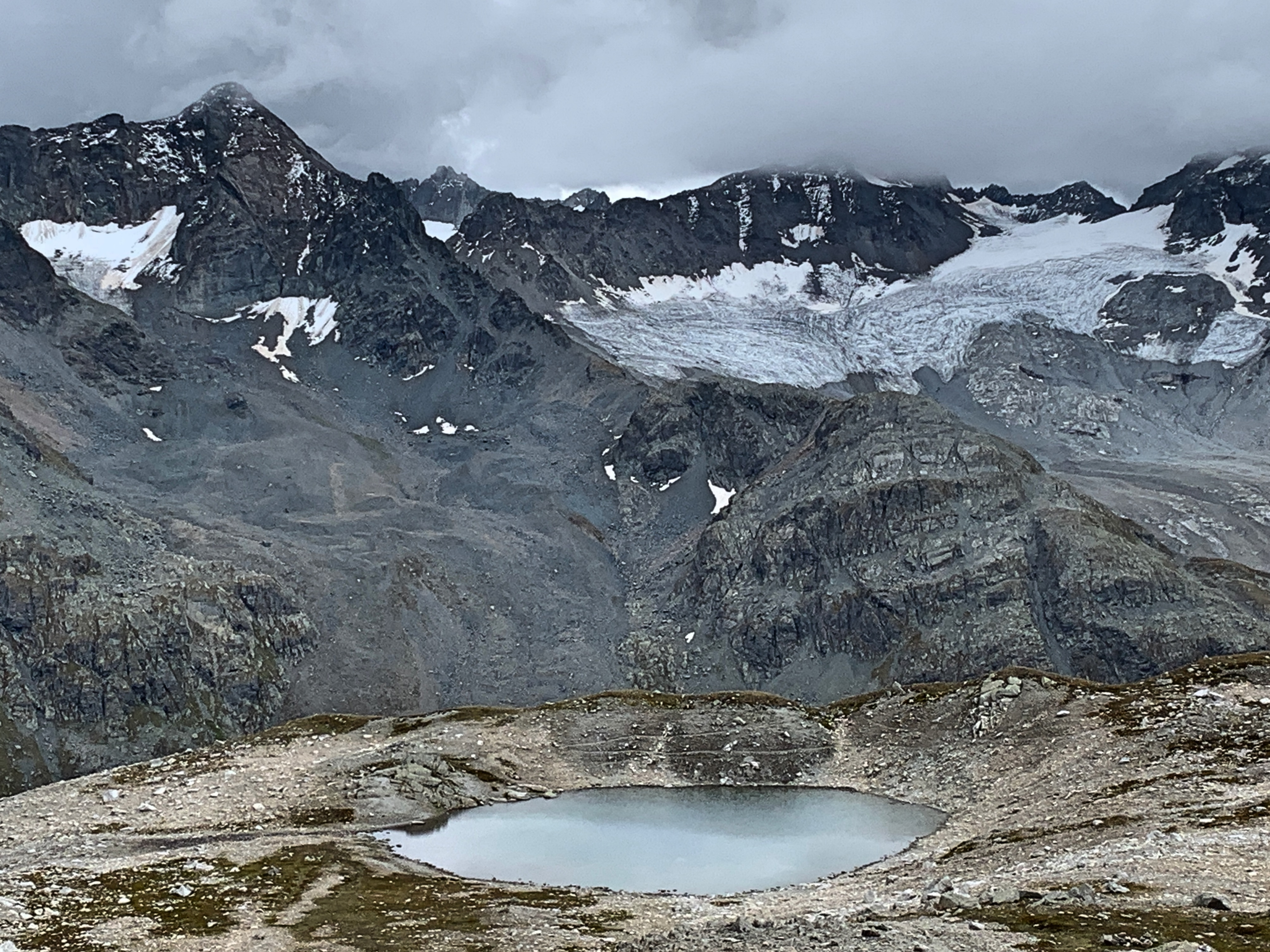
Blick von der Fuorcla Radönt zum Gletscher Vadret da Grialetsch

Die Fuorcla Radönt ist ein hochalpiner Pass für Berggänger auf 2786 m ü. M. im Schweizer Kanton Graubünden.
Die karge Landschaft um die Fuorcla Radönt ist geprägt von Blockschutt-Feldern und kiesig-gerölligen Flächen. Auf der Südseite liegen in unmittelbarer Nähe der Passhöhe zwei namenlose Seelein. Ebenfalls im Süden, Luftlinie vier Kilometer entfernt, zeigt sich der Gletscher Vadret da Grialetsch.
Die Fuorcla Radönt verbindet die Flüela-Passstrasse im Abschnitt Chant Sura mit der Grialetschhütte auf 2542 m ü. M. Die Hütte ist durch weitere Fussgänger-Pässe erschlossen, die Fuorcla Radönt somit Teil eines Systems von Übergängen. Die Grialetschhütte ist vom Dischmatal bei Davos, aber auch von den Engadiner Orten S-chanf und Cinuos-chel erreichbar: vom Dischmatal führt der Weg über die Fuorcla da Grialetsch, vom Engadin über den Scalettapass und zusätzlich die Fuorcla da Grialetsch. Auch das Val Grialetsch eignet sich für den Zugang zur Grialetschhütte und die Kombination mit einer Fuorcla-Radönt-Wanderung.

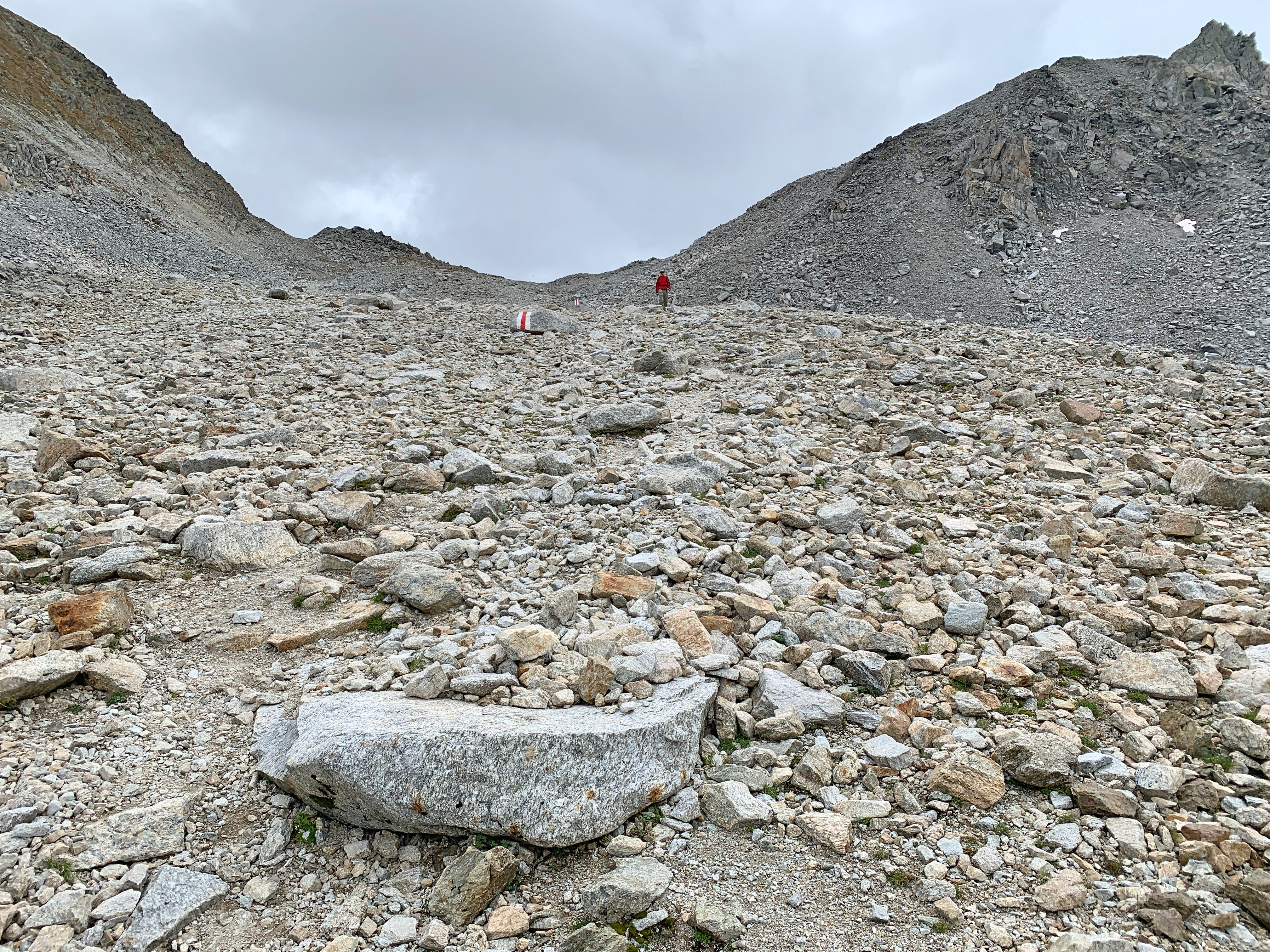
Auf der Nordseite des Passes: Blick zurück zur Fuorcla Radönt

Der Bündner Wanderautor Walter Tschopp schreibt über die Fuorcla Radönt: “Hier bleibt im Sommer auch das eine oder andere Schneefeld liegen und lädt zu einer ungefährlichen, aber darum nicht weniger lustigen Rutschpartie auf Schnee ein.” Oft kombinieren Bergwanderer die Überquerung der Fuorcla Radönt mit einer Besteigung des nahen Schwarzhorns, das zur Unterscheidung von anderen Gipfeln dieses Namens auch Flüela-Schwarzhorn genannt wird.